# VEB Mikromat

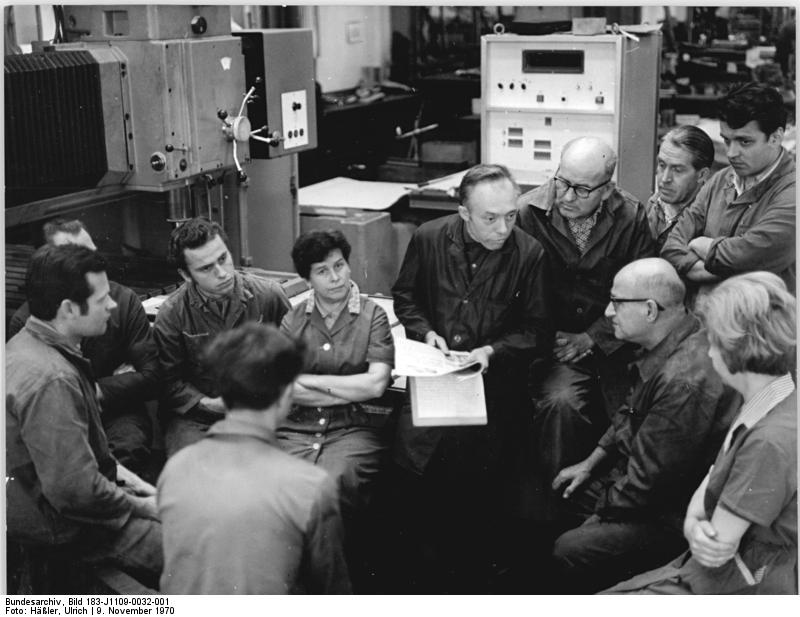
Arbeiter im VEB Mikromat, 1970

Der VEB Mikromat war ein Volkseigener Betrieb in der DDR in Dresden.

## Unternehmen

### Vorgeschichte bis 1945
- 1863 gründete Hermann Großmann in Dresden eine Maschinenfabrik zur Herstellung von Vorrichtungen und Lehren für Industriehutnähmaschinen. Die Produktionspalette seines Unternehmens erweitert er sehr schnell auf die Fertigung von Ständer-Drehbänken, Poliermaschinen sowie Bohr- und Fräsmaschinen.
- 1869 beginnt der Mechaniker Moritz Hille in Dresden mathematisch-physikalische Instrumente und Apparate herzustellen.
- 1914 beginnen die Elbe-Werke Hermann Haelbig mit der Produktion von Keilnutenziehmaschinen und Drehmaschinen.[1]

### 1945 bis 1990
Nach dem Zweiten Weltkrieg wurden die Maschinenbaubetriebe wie Großmann, Hille, Müller, Schubert & Fiedler, Haelbig und Fischer enteignet und ins Volkseigentum überführt. Der VEB Mikromat wiederum ging aus der Fusion von VEB Feinstmaschinenbau und VEB Schleifmaschinenwerk hervor, die aus den Maschinenbaubetrieben entstanden. Produziert wurden Ein- und Zweiständer-Koordinatenbohrmaschinen, Gewindeschleifmaschinen, Flachschleifmaschinen, optische Profilschleifmaschinen und Schlagbohrmaschinen. Bis in die 1970er Jahre wurden in den VEB Mikromat Dresden andere Betriebe eingegliedert.
Der VEB Mikromat selbst gehörte zum Werkzeugmaschinenkombinat „Fritz Heckert“ in der VVB Werkzeugmaschinen und Werkzeuge, unter deren Markenname WMW die Maschinen exportiert wurden. 1989 wurde die maximale Größe des Unternehmens mit fast 3.000 Mitarbeiter erreicht und hatte Betriebsteile in Dresden, Freital, Schlottwitz, Berggießhübel und Radebeul.

### Nach 1990
Mit der Wende wurde aus dem volkseigenen Betrieb die Mikromat Werkzeugmaschinen GmbH. Zum 1. Januar 1992 erfolgte die Privatisierung und eine Aufspaltung in die Reicker Werkzeugmaschinen GmbH und die Mikromat Werkzeugmaschinenfabrik GmbH, letztere verwaltete die Treuhand bis Juni 1993, als die Haaf-Firmengruppe das Unternehmen übernahm. 1997 war die erste Insolvenz abgeschlossen und ab dem 1. Mai 1997 wurde die Julius Thyssen Beteiligungsgesellschaft neuer Gesellschafter der Firma und mit der Mikromat 20V wird die erste Generation von Präzisionsportalen gebaut. Doch bereits 2002 zog sich die Familie Thyssen zurück, Käufer des Unternehmens war Ulrich Franzki. 2005 wurde die zweite Insolvenz abgewickelt und im Oktober 2005 erfolgte die Neugründung durch die Gesellschafter Thomas Warnatsch und Horst Hermsdorf mit einem Stammkapital von 500.000 Euro. Im Jahr darauf startete die zweite Generation von Präzisionsportalen (12V, 16V, 20V) und 2009 überschritt die Mitarbeiterzahl die 100-Personen-Grenze.

## Konstruktionsgebäude

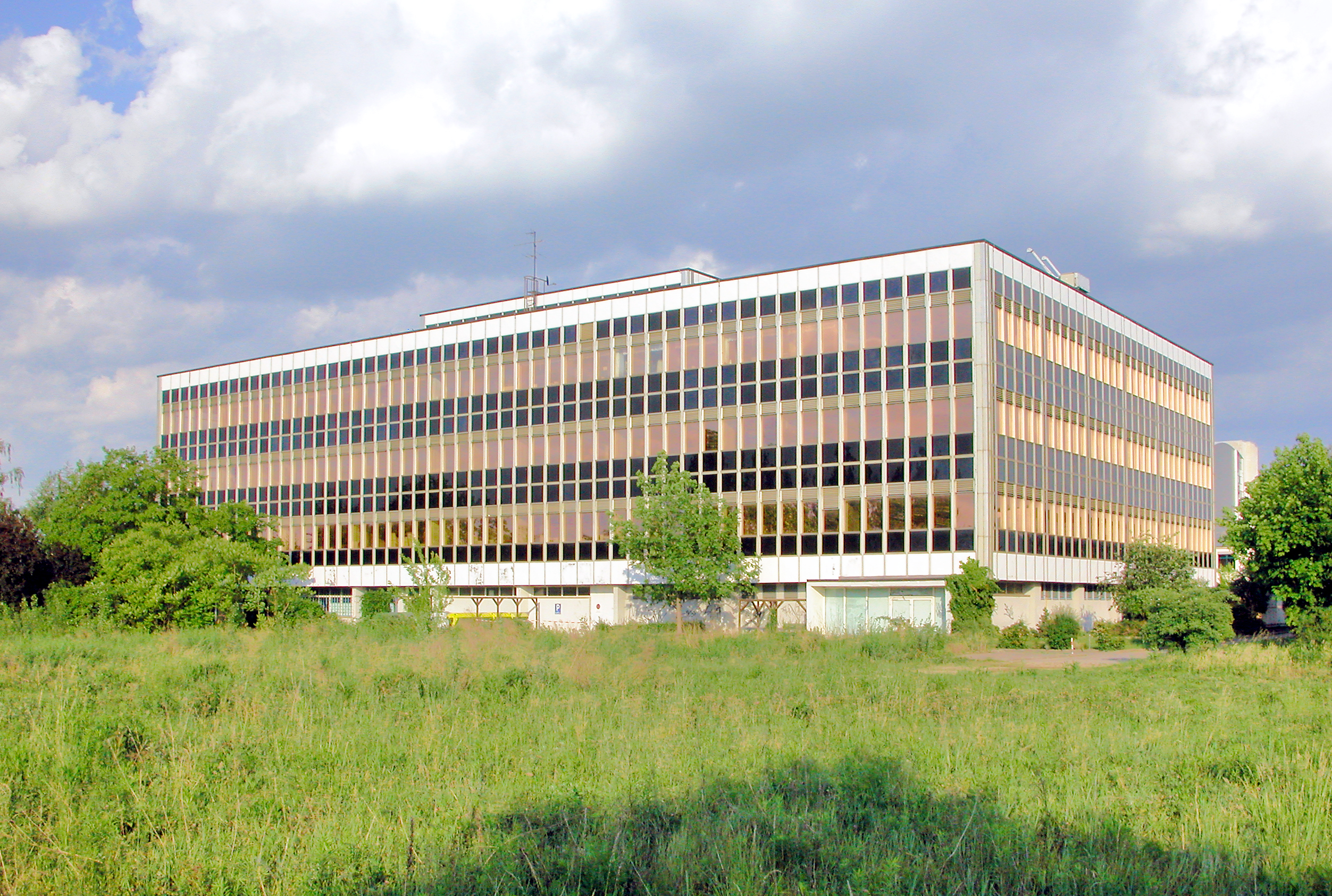
Konstruktionsgebäude

Das sogenannte „Konstruktionsgebäude“ des VEB Mikromat, Mügelner Straße 36, als seinerzeitiges Wahrzeichen des Betriebes, ist ein Beispiel für die Architektur des Industriebaus der 1970er Jahre in der DDR. Das repräsentative, viergeschossige Bauwerk ist ein 40 Meter langer und 66 Meter breiter Kubus und wurde als „neuer Hauptblickpunkt einer vorhandenen Industrieanlage“ gebaut. Das Gebäude enthielt Großraumbüros für die Konstruktionsabteilungen (damals vor allem Konstrukteure und Technische Zeichner) und die Verwaltung des Betriebes.
Das Gebäude wurde von 1970 bis 1973 von den Architekten Willi Fieting, Hans-Jürgen Katzig und Karl-Heinz Perschel als viergeschossiger, kubischer Baukörper errichtet. Das Haus enthält eine „Stahlbetonskelettmontage 2 Mp“ (Megapond) mit einer „Aluminium-Vorhang-Fassade mit Thermoverglasung und emailliertem Sicherheitsglas“. Das Sockelgeschoss ist gegenüber den Obergeschossen zurückgesetzt worden.
Das Gebäude war bis 2009 Bildungszentrum des Internationalen Bundes in Dresden und steht seitdem leer.